# دفاتر إفريقية
دفاتر أفريقية هو كتاب للصحفي والكاتب الإسباني ألفونسو أرمادا، نُشر عام 1999. وهو عبارة عن تجميعات صحفية كتبها على مدار الخمسة أعوام التي قضاها مراسلًا في أفريفيا، بعد سلسلة من يومياته عن الرحلات التي قام بها وتفاعل معها مع الطبيعة المجحفة التي عاصرها خلال تلك الفترة في تلك البلدان إبان الحرب مثل أنغولا وموزمبيق ورواندا وبوروندي.
وفي التقارير التي نشرها في صحيفة الباييس اليومية فيما بين أعوام 1994 و1998، قام أرمادا بسرد الأحداث الهامة التي وقعت في تلك البلدان الأفريقية على مدار الخمس سنوات.